# پیتر هولتکویست
پیتر هولتکویست (انگلیسی: Peter Hultqvist؛ زادهٔ ۳۱ دسامبر ۱۹۵۸) سیاست‌مدار اهل سوئد است، که هم‌اکنون به‌عنوان وزیر دفاع سوئد فعالیت می‌کند.